# اکبر هنگ‌آفرین
اکبر هنگ‌آفرین نوازنده و مدرس فلوت و قره‌نی اهل ایران بود. او از نخستین نوازندگان فلوت در ایران و فارغ‌التحصیل شعبهٔ موزیک مدرسهٔ دارالفنون بود.

## زندگی‌نامه
اکبر هنگ‌آفرین، معروف به اکبرخان فلوتی، فرزند «عبدالله خان» نوازندهٔ تار و برادر حسین هنگ‌آفرین نوازندهٔ سه‌تار و رئیس دستهٔ موزیک قزاقخانه بود. پدر و برادر او هر دو از شاگردان میرزا عبدالله فراهانی بودند. اکبر هنگ‌آفرین تحصیلات موسیقی خود را در شعبهٔ موزیک دارالفنون سپری کرد. پس از آن به خدمت ارتش درآمد و در دارالفنون به تدریس موسیقی مشغول شد. وی به دلیل علاقه به موسیقی ملی و پرورش در خانواده‌ای که موسیقی ایرانی در آن مورد توجه بود، به نواختن نغمه‌های ایرانی با ساز فلوت روی آورد. اکبرخان پس از مدتی ارتش را رها کرد و ساکن شهر رشت شد و در آن‌جا نیز شاگردانی را پرورش داد. از جمله شاگردان او می‌توان به «یعقوب‌خان رشتی» و ابوالحسن صبا اشاره کرد.
او در نخستین سفر درویش‌خان به خارج از ایران (لندن) به منظور اجرا و ضبط صفحه موسیقی، به همراه مشیرهمایون شهردار، حسین طاهرزاده، رضا قلی نوروزی، حسین هنگ‌آفرین، باقر خان رامشگر اسدالله خان، حضور داشت و به نوازندگی فلوت و قره‌نی پرداخت.
از اکبر هنگ‌آفرین صفحه‌ای در دستگاه سه‌گاه با آواز حسین طاهرزاده و صفحه‌ای در دستگاه شور با آواز رضاقلی‌خان بر جای مانده‌است.

## یادکردها
1. ↑  «چند نکته دربارهٔ وضع موسیقی ایران در دورهٔ ناصرالدین شاه». مجلهٔ گلستان هنر، تابستان ۱۳۸۶، شماره ۸، صفحه ۷۲، از طریق نورمگز.
2. ↑  خالقی، سرگذشت موسیقی ایران، ۲۶۶.
3. ↑  ساسان سپنتا. «ابوالحسن صبا». فصلنامهٔ هنر زمستان ۱۳۷۶، شماره ۳۴، صفحهٔ ۱۶۴، از طریق نورمگز.
4. ↑  خالقی، سرگذشت موسیقی ایران، ۳۱۷.
5. ↑  «رنگ‌های قدیمی». مؤسسه فرهنگی هنری ماهور.
6. ↑  «اکبرخان فلوتی». ویستا.
7. ↑  «مجموعه آوازهای سید حسین طاهرزاده منتشر شد». خبرگزاری مهر. ۵ اسفند ۱۳۸۸.